# Marcia Ball

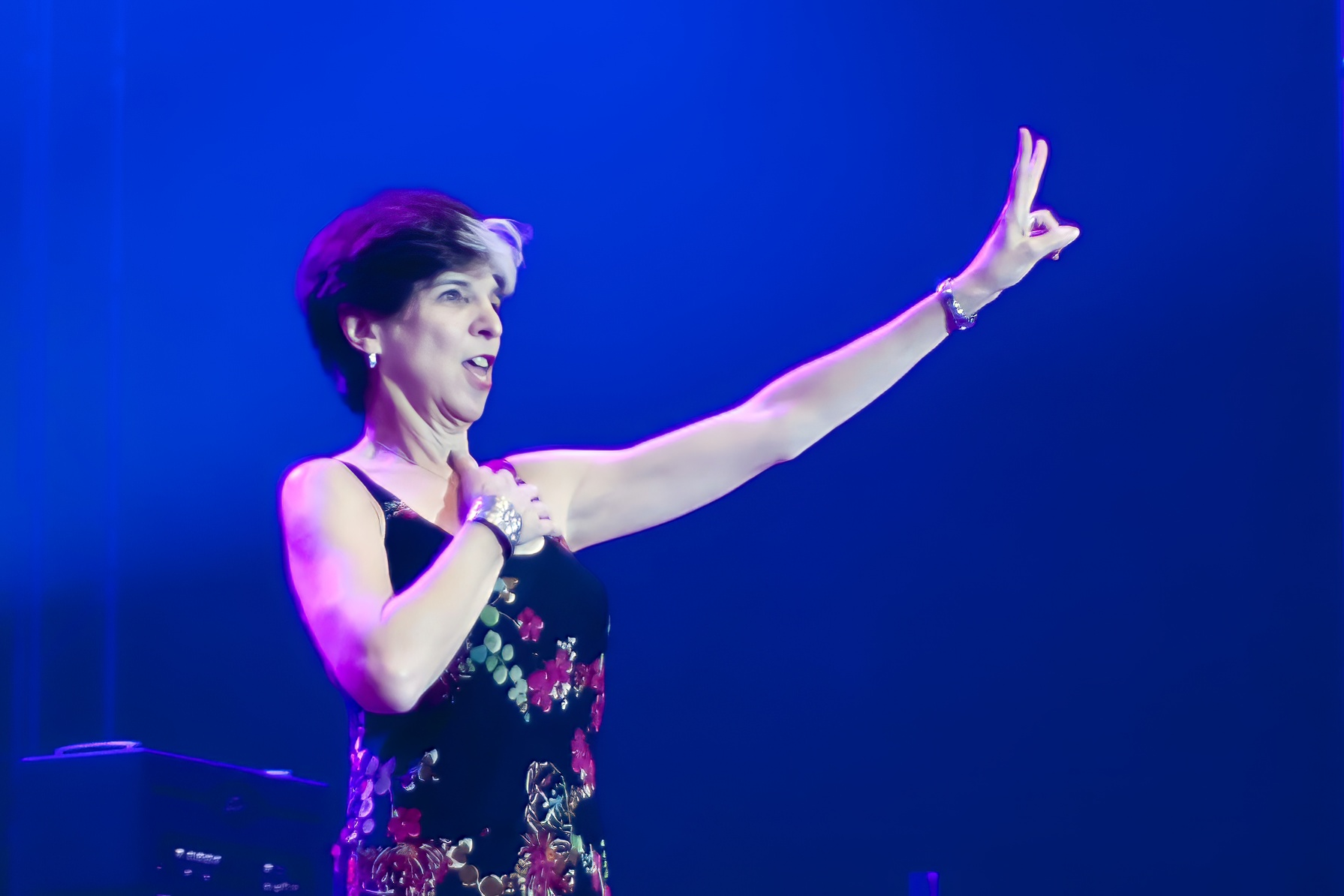
Marcia Ball

Marcia Ball (Orange, 20 de março de 1949) é uma cantora e pianista norte-americana.